# لادیسلاس استارویچ
لادیسلاس اِستارِویچ (روسی: Владисла́в Алекса́ндрович Старе́вич؛ ۸ اوت ۱۸۸۲ – ۲۶ فوریهٔ ۱۹۶۵) کارگردان، فیلم‌نامه‌نویس و انیمیشن‌ساز (انیماتور) روسی-لهستانی-فرانسوی بود. وی از نخستین کسانی بود که در فیلم‌ها از حشرات و حیوانات به عنوان شخصیت‌های اصلی استفاده کرد.